# 2425 Shenzhen
2425 Shenzhen (1975 FW) là một tiểu hành tinh vành đai chính được phát hiện ngày 17 tháng 3 năm 1975, bởi Đài thiên văn Tử Kim Sơn ở Nanking.